# Campionato europeo maschile di pallacanestro 2009
Il 36º Campionato Europeo Maschile di Pallacanestro FIBA (noto anche come FIBA EuroBasket 2009) si è svolto in Polonia dal 7 al 20 settembre. I Campionati europei maschili di pallacanestro sono una manifestazione biennale tra le squadre nazionali organizzato dalla FIBA Europe.
Il torneo ha visto la vittoria della Spagna, che, nella finale di Katowice, è riuscita a superare la Serbia, rivelazione del torneo, con il punteggio di 85 a 63. Il terzo posto è andato invece alla Grecia, che nella finalina ha battuto la Slovenia.

## Squadre partecipanti

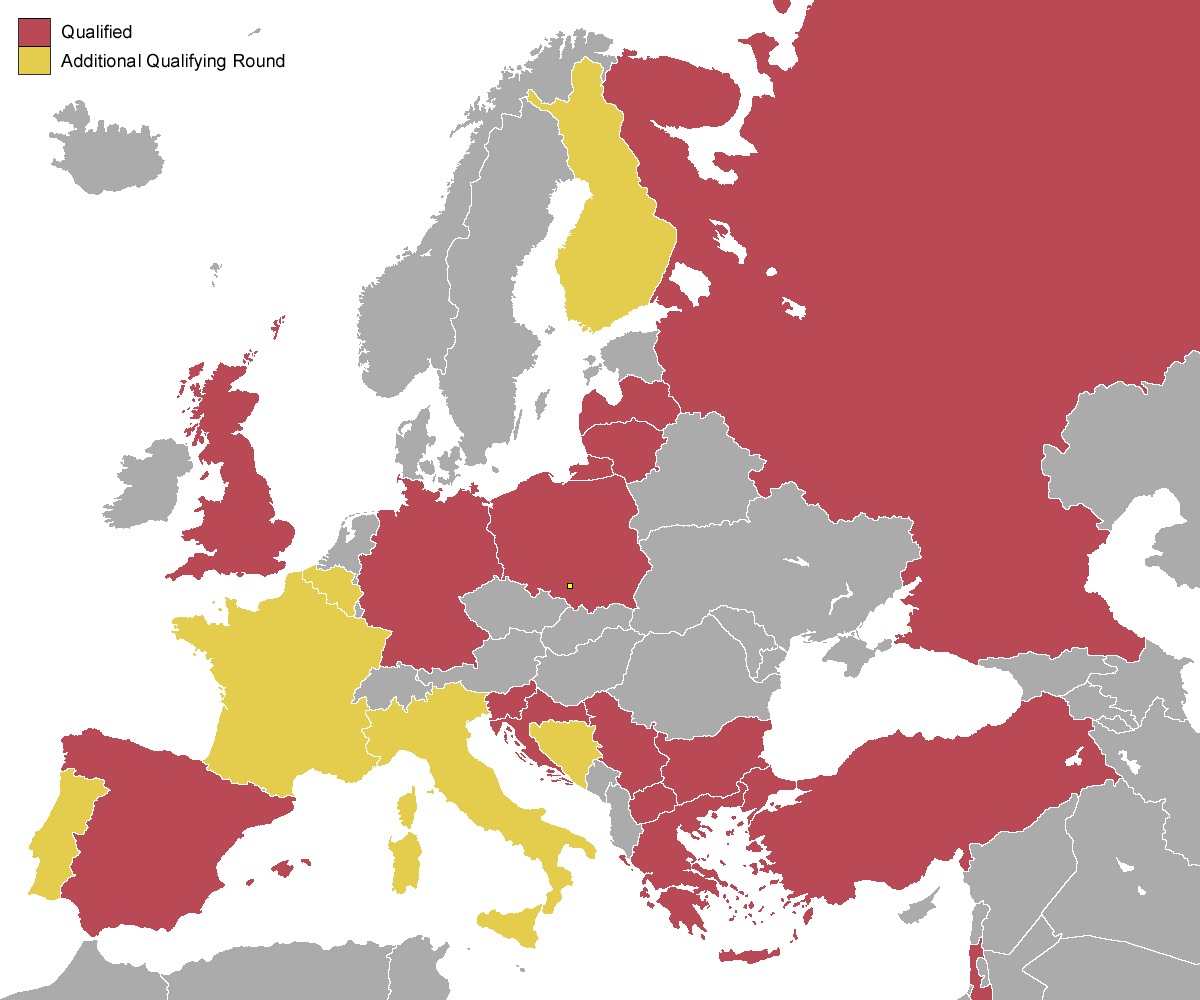
Paesi qualificati a Eurobasket 2009 (in rosso)

In seguito ai sorteggi per la formazione dei gironi, tenutisi a Varsavia l'8 novembre 2008, i gironi dei campionati europei 2009 sono i seguenti:
| Girone A - Grecia - Croazia - Macedonia - Israele | Girone B - Russia - Germania - Lettonia - Francia | Girone C - Spagna - Slovenia - Serbia - Gran Bretagna | Girone D - Lituania - Turchia - Polonia - Bulgaria |

## Sedi delle partite
| Gruppo                               | Città     | Impianto            | Impianto |
| ------------------------------------ | --------- | ------------------- | -------- |
| Seconda Fase                         | Bydgoszcz | Hala Łuczniczka     |          |
| Prima Fase                           | Poznań    | Hala Arena          |          |
| Fase di qualificazione e fase finale | Katowice  | Spodek              |          |
| Seconda Fase                         | Łódź      | Atlas Arena         |          |
| Prima Fase                           | Danzica   | Hala Olivia         |          |
| Prima Fase                           | Varsavia  | Hala Torwar         |          |
| Prima Fase                           | Breslavia | Sala del Centenario |          |

## Qualificazione Mondiali
La competizione è servita anche come qualificazione al campionato mondiale di pallacanestro: accederanno al campionato mondiale in Turchia, oltre alla Turchia (qualificata di diritto in quanto nazione ospitante) si sono classificate: Spagna Serbia Grecia Slovenia Francia Croazia.

## Risultati

### Prima fase a gruppi

#### Gruppo A
| Squadra   | P.ti | V - P | PF - PS   | DP  |
| --------- | ---- | ----- | --------- | --- |
| Grecia    | 6    | 3 - 0 | 268 - 202 | +66 |
| Croazia   | 5    | 2 - 1 | 235 - 226 | +9  |
| Macedonia | 4    | 1 - 2 | 207 - 246 | -39 |
| Israele   | 3    | 0 - 3 | 238 - 274 | -36 |

| Arbitri: | Ivo Dolinek Ilija Belošević Jakub Zamojski |

|            |          |              |
| Massey 12  | Punti    | 17 Spanoulīs |
| Stefanov 4 | Assist   | 5 Calathes   |
| Gečevski 6 | Rimbalzi | 8 Mpourousīs |

| Arbitri: | Daniel Hierrezuelo Zoran Šutulović Dimităr Gologano |

|                   |          |            |
| Vujčić 21         | Punti    | 31 Eliyahu |
| Planinić 3        | Assist   | 4 Halperin |
| Kasun, Planinić 7 | Rimbalzi | 6 Eliyahu  |

| Arbitri: | Ilija Belošević Daniel Hierrezuelo Matej Boltauzer |

|                     |          |            |
| Burstein 25         | Punti    | 19 Antić   |
| Burstein, Eliyahu 4 | Assist   | 4 Stefanov |
| Mekel 7             | Rimbalzi | 8 Stefanov |

| Arbitri: | Zoran Šutulović Ivo Dolinek Dimităr Gologanov |

|               |          |            |
| Mpourousīs 19 | Punti    | 15 Ukić    |
| Spanoulīs 3   | Assist   | 5 Planinić |
| Mpourousīs 8  | Rimbalzi | 7 Banić    |

| Arbitri: | Ivo Dolinek Daniel Hierrezuelo Matej Boltauzer |

|                              |          |            |
| Stefanov, Sokolov, Massey 12 | Punti    | 12 Vujčić  |
| Stefanov 5                   | Assist   | 7 Planinić |
| Antić, Massey 10             | Rimbalzi | 6 Rozić    |

| Arbitri: | Ilija Belošević Zoran Šutulović Jakub Zamojski |

|                  |          |              |
| Eliyahu 21       | Punti    | 18 Spanoulīs |
| Eliyahu 4        | Assist   | 5 Spanoulīs  |
| Green, Eliyahu 8 | Rimbalzi | 8 Koufos     |

#### Gruppo B
| Squadra  | P.ti | V - P | PF - PS   | DP  |
| -------- | ---- | ----- | --------- | --- |
| Francia  | 6    | 3 - 0 | 199 - 180 | +19 |
| Russia   | 4    | 1 - 2 | 218 - 213 | +5  |
| Germania | 4    | 1 - 2 | 203 - 211 | -8  |
| Lettonia | 4    | 1 - 2 | 187 - 203 | -16 |

| Arbitri: | Juan Arteaga Roger Harrison Damir Javor |

|            |          |            |
| McCarty 24 | Punti    | 22 Kambala |
| Monja 5    | Assist   | 5 Valters  |
| McCarty 9  | Rimbalzi | 6 Biedriņš |

| Arbitri: | Milivoje Jovčić Marek Ćmikiewicz Engin Kennerman |

|           |          |             |
| Parker 19 | Punti    | 13 Schultze |
| Parker 4  | Assist   | 5 Hamann    |
| Turiaf 14 | Rimbalzi | 8 Femerling |

| Arbitri: | Milivoje Jovčić Damir Javor Engin Kennerman |

|                        |          |                       |
| Jagla 19               | Punti    | 12 McCarty, Ponkrašov |
| Hamann, Schaffartzik 4 | Assist   | 3 Bykov               |
| Jagla 11               | Rimbalzi | 6 McCarty             |

| Arbitri: | Juan Arteaga Marek Ćmikiewicz Tomas Jasevičius |

|             |          |           |
| Kambala 18  | Punti    | 22 Parker |
| Valters 3   | Assist   | 5 Diaw    |
| Biedriņš 20 | Rimbalzi | 8 Batum   |

| Arbitri: | Juan Arteaga Milivoje Jovčić Roger Harrison |

|             |          |           |
| McCarty 13  | Punti    | 19 Diaw   |
| Ponkrašov 8 | Assist   | 7 Diaw    |
| Mozgov 5    | Rimbalzi | 14 Turiaf |

| Arbitri: | Marek Ćmikiewicz Tomas Jasevičius Damir Javor |

|                |          |               |
| Greene 16      | Punti    | 14 Janičenoks |
| Schaffartzik 5 | Assist   | 5 Helmanis    |
| Jagla 7        | Rimbalzi | 9 Biedriņš    |

#### Gruppo C
| Squadra       | P.ti | V - P | PF - PS   | DP  |
| ------------- | ---- | ----- | --------- | --- |
| Slovenia      | 5    | 2 - 1 | 236 - 218 | +18 |
| Serbia        | 5    | 2 - 1 | 212 - 196 | +16 |
| Spagna        | 5    | 2 - 1 | 231 - 226 | +5  |
| Gran Bretagna | 3    | 0 - 3 | 194 - 233 | -39 |

| Arbitri: | Lazaros Voreadīs David Chambon Borys Ryžyk |

|                 |          |                    |
| Mensah-Bonsu 18 | Punti    | 19 E. Lorbek       |
| Archibald 5     | Assist   | 6 Lakovič          |
| Mensah-Bonsu 6  | Rimbalzi | 6 Nachbar, Lakovič |

| Arbitri: | Romualdas Brazauskas Robert Lottermoser Oļegs Latiševs |

|              |          |                |
| Krstić 17    | Punti    | 14 Navarro     |
| Teodosić 3   | Assist   | 3 López, Rubio |
| Veličković 8 | Rimbalzi | 9 M. Gasol     |

| Arbitri: | Romualdas Brazauskas Lazaros Voreadīs Sergej Michajlov |

|             |          |                  |
| Nachbar 17  | Punti    | 14 Teodosić      |
| E. Lorbek 4 | Assist   | 6 Teodosić       |
| Nachbar 9   | Rimbalzi | 5 Tepić, Bjelica |

| Arbitri: | Robert Lottermoser David Chambon Borys Ryžyk |

|            |          |         |
| P.Gasol 27 | Punti    | 15 Hart |
| Rubio 6    | Assist   | 3 Hart  |
| P.Gasol 11 | Rimbalzi | 8 Hart  |

| Arbitri: | Romualdas Brazauskas David Chambon Oļegs Latiševs |

|                 |          |              |
| Navarro 21      | Punti    | 19 Dragić    |
| tre giocatori 3 | Assist   | 3 Lakovič    |
| P. Gasol 9      | Rimbalzi | 10 E. Lorbek |

| Arbitri: | Lazaros Voreadīs Robert Lottermoser Sergej Michajlov |

|             |          |                  |
| Reinking 21 | Punti    | 17 Krstić, Tepić |
| Sullivan 3  | Assist   | 4 Teodosić       |
| Archibald 7 | Rimbalzi | 8 Bjelica        |

#### Gruppo D
| Squadra  | P.ti | V - P | PF - PS   | DP  |
| -------- | ---- | ----- | --------- | --- |
| Turchia  | 6    | 3 - 0 | 265 - 211 | +54 |
| Polonia  | 5    | 2 - 1 | 245 - 240 | +5  |
| Lituania | 4    | 1 - 2 | 235 - 239 | -4  |
| Bulgaria | 3    | 0 - 3 | 213 - 268 | -55 |

| Arbitri: | Shmuel Bachar Chrīstos Christodoulou Ademir Zurapović |

|           |          |                    |
| Logan 23  | Punti    | 20 Rowland         |
| Logan 9   | Assist   | 3 Stojkov, Videnov |
| Gortat 10 | Rimbalzi | 10 Evtimov         |

| Arbitri: | Sreten Radović Guerrino Cerebuch Fernando Rocha |

|                    |          |                         |
| Türkoğlu 19        | Punti    | 21 Petravičius          |
| Türkoğlu, Arslan 3 | Assist   | 3 Delininkaitis         |
| İlyasova 6         | Rimbalzi | 4 D. Lavrinovič, Kleiza |

| Arbitri: | Chrīstos Christodoulou Sreten Radović Aleksandar Milojević |

|             |          |            |
| Jasaitis 21 | Punti    | 22 Lampe   |
| Jomantas 5  | Assist   | 8 Szubarga |
| Kleiza 7    | Rimbalzi | 17 Gortat  |

| Arbitri: | Guerrino Cerebuch Shmuel Bachar Fernando Rocha |

|            |          |                         |
| Rowland 15 | Punti    | 17 Arslan               |
| Rowland 4  | Assist   | 7 Tunçeri               |
| Stojkov 6  | Rimbalzi | 7 Savaş, İlyasova, Aşık |

| Arbitri: | Shmuel Bachar Sreten Radović Aleksandar Milojević |

|                 |          |                 |
| Gortat 21       | Punti    | 22 Aşık         |
| Logan 4         | Assist   | 4 Tunçeri       |
| Lampe, Gortat 7 | Rimbalzi | 8 tre giocatori |

| Arbitri: | Chrīstos Christodoulou Guerrino Cerebuch Ademir Zurapović |

|                           |          |            |
| K. Lavrinovič 16          | Punti    | 18 Rowland |
| K. Lavrinovič, Jomantas 4 | Assist   | 3 Rowland  |
| Petravičius 8             | Rimbalzi | 13 Evtimov |

### Seconda fase a gruppi

#### Gruppo E
| Squadra   | P.ti | V - P | PF - PS   | DP  | Sc.Diretti |
| --------- | ---- | ----- | --------- | --- | ---------- |
| Francia   | 10   | 5 - 0 | 380 - 334 | +46 |            |
| Russia    | 8    | 3 - 2 | 338 - 338 | 0   | 1-0        |
| Grecia    | 8    | 3 - 2 | 380 - 337 | +43 | 0-1        |
| Croazia   | 7    | 2 - 3 | 357 - 364 | -7  |            |
| Macedonia | 6    | 1 - 4 | 337 - 396 | -59 | 1-0        |
| Germania  | 6    | 1 - 4 | 360 - 383 | -23 | 0-1        |

| Arbitri: | Ilija Belošević Marek Ćmikiewicz Matej Boltauzer |

|           |          |                          |
| Mozgov 18 | Punti    | 13 Kasun                 |
| Bykov 7   | Assist   | 3 Vujčić, Ukić, Planinić |
| Mozgov 8  | Rimbalzi | 7 Banić                  |

| Arbitri: | Juan Arteaga Milivoje Jovčić Dimităr Gologanov |

|                        |          |               |
| Schaffartzik 23        | Punti    | 20 Spanoulīs  |
| Hamann, Schaffartzik 3 | Assist   | 7 Spanoulīs   |
| Jagla 7                | Rimbalzi | 5 Perperoglou |

| Arbitri: | Romualdas Brazauskas Damir Javor Engin Kennerman |

|                     |          |                             |
| Piétrus, de Colo 23 | Punti    | 9 Gečevski, Sokolov, Massey |
| Diaw 4              | Assist   | 1 sette giocatori           |
| Traoré 6            | Rimbalzi | 8 Samardžiski               |

| Arbitri: | Daniel Hierrezuelo Tomas Jasevičius Matej Boltauzer |

|                   |          |                |
| Stefanov 25       | Punti    | 14 Staiger     |
| Mirakovski 3      | Assist   | 5 Schaffartzik |
| Gečevski, Antić 6 | Rimbalzi | 7 Schultze     |

| Arbitri: | Ivo Dolinek Damir Javor Jakub Zamojski |

|                   |          |             |
| Schortsianitīs 13 | Punti    | 17 McCarty  |
| Spanoulīs 7       | Assist   | 7 Ponkrašov |
| Fōtsīs 9          | Rimbalzi | 9 McCarty   |

| Arbitri: | Milivoje Jovčić Marek Ćmikiewicz Roger Harrison |

|                 |          |                |
| Popović 30      | Punti    | 24 Parker      |
| Kus, Planinić 3 | Assist   | 6 Parker, Diaw |
| Stojić 5        | Rimbalzi | 6 Parker       |

| Arbitri: | Juan Arteaga Milivoje Jovčić Engin Kennerman |

|             |          |            |
| Mozgov 25   | Punti    | 19 Antić   |
| Ponkrašov 7 | Assist   | 4 Stefanov |
| Mozgov 11   | Rimbalzi | 10 Antić   |

| Arbitri: | Ilija Belošević Daniel Hierrezuelo Tomas Jasevičius |

|                 |          |               |
| Koffi 14        | Punti    | 16 Spanoulīs  |
| tre giocatori 2 | Assist   | 4 Perperoglou |
| Koffi 6         | Rimbalzi | 10 Mpourousīs |

| Arbitri: | Romualdas Brazauskas Ivo Dolinek Matej Boltauzer |

|                 |          |            |
| Schaffartzik 18 | Punti    | 18 Ukić    |
| Hamann 7        | Assist   | 4 Planinić |
| Jagla 5         | Rimbalzi | 7 Banić    |

#### Gruppo F
| Squadra  | P.ti | V - P | PF - PS   | DP  | Sc.Diretti |
| -------- | ---- | ----- | --------- | --- | ---------- |
| Slovenia | 9    | 4 - 1 | 390 - 344 | +46 | 1-0        |
| Turchia  | 9    | 4 - 1 | 370 - 338 | +32 | 0-1        |
| Serbia   | 8    | 3 - 2 | 365 - 357 | +8  | 1-0        |
| Spagna   | 8    | 3 - 2 | 381 - 351 | +30 | 0-1        |
| Polonia  | 6    | 1 - 4 | 355 - 405 | -50 |            |
| Lituania | 5    | 0 - 5 | 358 - 424 | -66 |            |

| Arbitri: | Shmuel Bachar Sreten Radović Robert Lottermoser |

|             |          |                        |
| İlyasova 15 | Punti    | 16 P. Gasol, Fernández |
| Türkoğlu 3  | Assist   | 3 Navarro, Rubio       |
| Erden 6     | Rimbalzi | 9 P. Gasol             |

| Arbitri: | Chrīstos Christodoulou Guerrino Cerebuch Fernando Rocha |

|                     |          |            |
| Koszarek, Gortat 16 | Punti    | 18 Krstić  |
| Logan 6             | Assist   | 4 Teodosić |
| Gortat 9            | Rimbalzi | 8 Krstić   |

| Arbitri: | Zoran Šutulović Lazaros Voreadīs Oļegs Latiševs |

|                 |          |             |
| Kalnietis 15    | Punti    | 24 Lakovič  |
| Kleiza 3        | Assist   | 5 Golemac   |
| K. Lavrinovič 7 | Rimbalzi | 8 E. Lorbek |

| Arbitri: | Sreten Radović Zoran Šutulović Ademir Zurapović |

|             |          |                |
| P. Gasol 19 | Punti    | 13 Petravičius |
| Rubio 9     | Assist   | 5 Delinikaitis |
| P. Gasol 8  | Rimbalzi | 8 Petravičius  |

| Arbitri: | Shmuel Bachar David Chambon Aleksandar Milojević |

|              |          |                    |
| E. Lorbek 20 | Punti    | 15 Szewczyk, Logan |
| Lakovič 6    | Assist   | 4 Koszarek         |
| E. Lorbek 9  | Rimbalzi | 10 Gortat          |

| Arbitri: | Guerrino Cerebuch Lazaros Voreadīs Sergej Michajlov |

|             |          |             |
| Teodosić 16 | Punti    | 22 İlyasova |
| Teodosić 8  | Assist   | 7 Tunçeri   |
| Bjelica 8   | Rimbalzi | 11 İlyasova |

| Arbitri: | Chrīstos Christodoulou Fernando Rocha David Chambon |

|                 |          |             |
| Mačiulis 20     | Punti    | 20 Teodosić |
| Delinikaitis 4  | Assist   | 12 Teodosić |
| D. Lavrinovič 8 | Rimbalzi | 8 Bjelica   |

| Arbitri: | Lazaros Voreadīs Shmuel Bachar Oļegs Latiševs |

|            |          |                   |
| Logan 20   | Punti    | 23 Navarro        |
| Koszarek 7 | Assist   | 4 Rubio           |
| Gortat 12  | Rimbalzi | 7 Reyes, M. Gasol |

| Arbitri: | Zoran Šutulović Borys Ryžyk Robert Lottermoser |

|             |          |             |
| İlyasova 16 | Punti    | 16 Nachbar  |
| İlyasova 4  | Assist   | 5 E. Lorbek |
| İlyasova 7  | Rimbalzi | 6 E. Lorbek |

### Fase ad eliminazione diretta
|  | Quarti di finale             | Quarti di finale             |                              |          | Semifinali                | Semifinali                |  |  | Finale                       | Finale |
|  |                              |                              |                              |          |                           |                           |  |  |                              |        |
|  | 17 settembre 2009 - Katowice |                              |                              |          |                           |                           |  |  |                              |        |
|  |                              |                              |                              |          |                           |                           |  |  |                              |        |
|  | Francia                      | 66                           |                              |          |                           |                           |  |  |                              |        |
|  | Francia                      | 66                           | 19 settembre 2009 - Katowice |          |                           |                           |  |  |                              |        |
|  | Spagna                       | 86                           |                              |          |                           |                           |  |  |                              |        |
|  | Spagna                       | 86                           | Spagna                       | 82       |                           |                           |  |  |                              |        |
|  | 18 settembre 2009 - Katowice |                              | Spagna                       | 82       |                           |                           |  |  |                              |        |
|  |                              | Grecia                       | 64                           |          |                           |                           |  |  |                              |        |
|  | Turchia                      | Grecia                       | 64                           | 74 dts   |                           |                           |  |  |                              |        |
|  | Turchia                      |                              | 20 settembre 2009 - Katowice | 74 dts   |                           |                           |  |  |                              |        |
|  | Grecia                       | 76 dts                       |                              |          |                           |                           |  |  |                              |        |
|  | Grecia                       | 76 dts                       | Spagna                       | 85       |                           |                           |  |  |                              |        |
|  | 17 settembre 2009 - Katowice |                              | Spagna                       | 85       |                           |                           |  |  |                              |        |
|  |                              | Serbia                       | 63                           |          |                           |                           |  |  |                              |        |
|  | Russia                       | Serbia                       | 63                           | 68       |                           |                           |  |  |                              |        |
|  | Russia                       | 19 settembre 2009 - Katowice |                              | 68       |                           |                           |  |  |                              |        |
|  | Serbia                       | 79                           |                              |          |                           |                           |  |  |                              |        |
|  | Serbia                       | 79                           | Serbia                       | 96 dts   | Finale per il terzo posto | Finale per il terzo posto |  |  |                              |        |
|  | 18 settembre 2009 - Katowice |                              | Serbia                       | 96 dts   | Finale per il terzo posto | Finale per il terzo posto |  |  |                              |        |
|  |                              | Slovenia                     | 92 dts                       |          |                           |                           |  |  |                              |        |
|  | Slovenia                     | Slovenia                     | 92 dts                       | 67       | Grecia                    | 57                        |  |  |                              |        |
|  | Slovenia                     |                              |                              | 67       | Grecia                    | 57                        |  |  |                              |        |
|  | Croazia                      | 65                           |                              | Slovenia | 56                        |                           |  |  |                              |        |
|  | Croazia                      | 65                           |                              |          | 56                        |                           |  |  |                              |        |
|  |                              |                              |                              |          |                           |                           |  |  | 20 settembre 2009 - Katowice |        |
|  |                              |                              |                              |          |                           |                           |  |  |                              |        |

Tabellone per il 5º posto
|  | Semifinali | Semifinali | Semifinali |         |         | Quinto Posto  | Quinto Posto  | Quinto Posto  |  |
|  |            |            |            |         |         |               |               |               |  |
|  | Francia    | Francia    | 80         |         |         |               |               |               |  |
|  | Francia    | Francia    | 80         |         |         |               |               |               |  |
|  | Turchia    | Turchia    | 68         |         |         |               |               |               |  |
|  | Turchia    | Turchia    | 68         |         | Francia | Francia       | 69            |               |  |
|  |            |            |            |         | Francia | Francia       | 69            |               |  |
|  |            |            | Croazia    | Croazia | 62      |               |               |               |  |
|  | Russia     | Russia     | Croazia    | Croazia | 62      | 69            |               |               |  |
|  | Russia     | Russia     |            |         |         | 69            |               |               |  |
|  | Croazia    | Croazia    | 76         |         |         | Settimo posto | Settimo posto | Settimo posto |  |
|  | Croazia    | Croazia    | 76         |         |         |               |               |               |  |
|  |            |            |            |         |         |               |               |               |  |
|  |            |            |            |         |         | Russia        | Russia        | 89            |  |
|  |            |            |            |         |         | Russia        | Russia        | 89            |  |
|  |            |            |            |         |         | Turchia       | Turchia       | 66            |  |

#### Quarti di finale
| Arbitri: | Juan Arteaga Chrīstos Christodoulou Ivo Dolinek |

|             |          |                      |
| Fridzon 15  | Punti    | 18 Tripković         |
| Ponkrašov 4 | Assist   | 4 Teodosić           |
| Mozgov 6    | Rimbalzi | 5 Veličković, Paunić |

| Arbitri: | Ilija Belošević Zoran Šutulović Sreten Radović |

|           |          |                  |
| Turiaf 12 | Punti    | 28 P. Gasol      |
| Parker 3  | Assist   | 4 Navarro, Rubio |
| Diaw 6    | Rimbalzi | 9 P. Gasol       |

| Arbitri: | Shmuel Bachar Guerrino Cerebuch Milivoje Jovčić |

|                   |          |              |
| Türkoğlu, Onan 13 | Punti    | 23 Spanoulīs |
| Tunçeri 5         | Assist   | 7 Spanoulīs  |
| İlyasova 7        | Rimbalzi | 13 Fōtsīs    |

| Arbitri: | Romualdas Brazauskas Lazaros Voreadīs Daniel Hierrezuelo |

|              |          |                   |
| E. Lorbek 27 | Punti    | 21 Ukić           |
| Lakovič 5    | Assist   | 5 Ukić            |
| E. Lorbek 8  | Rimbalzi | 3 sette giocatori |

#### Semifinali
- 5º - 8º posto

| Arbitri: | Daniel Hierrezuelo Milivoje Jovčić Oļegs Latiševs |

|           |          |                     |
| Paker 28  | Punti    | 13 Türkoğlu         |
| Parker 10 | Assist   | 3 Tunçeri, Türkoğlu |
| Piétrus 6 | Rimbalzi | 9 Aşık              |

| Arbitri: | Chrīstos Christodoulou Zoran Šutulović Fernando Rocha |

|                    |          |         |
| Monja 18           | Punti    | 18 Ukić |
| Bykov, Ponkrašov 5 | Assist   | 8 Ukić  |
| McCarty 7          | Rimbalzi | 5 Kus   |

- 1º - 4º posto

| Arbitri: | Guerrino Cerebuch Ilija Belošević Robert Lottermoser |

|             |          |                                   |
| P. Gasol 18 | Punti    | 11 Mpourousīs                     |
| Cabezas 4   | Assist   | 2 Spanoulīs, Mpourousīs, Calathes |
| Reyes 7     | Rimbalzi | 10 Fōtsīs                         |

| Arbitri: | Juan Arteaga Sreten Radović Tomas Jasevičius |

|                                  |          |              |
| Teodosić 32                      | Punti    | 25 E. Lorbek |
| Teodosić, Veličković, Marković 4 | Assist   | 5 Lakovič    |
| Marković 8                       | Rimbalzi | 10 E. Lorbek |

#### Finali
- 7º - 8º posto

| Arbitri: | Ademir Zurapović Damir Javor David Chambon |

|         |          |                       |
| Aşık 24 | Punti    | 26 Fridzon            |
| Atsür 5 | Assist   | 7 Ponkrašov, Kurbanov |
| Aşık 11 | Rimbalzi | 7 Kurbanov            |

- 5º - 6º posto

| Arbitri: | Ivo Dolinek Sergej Michajlov Borys Ryžyk |

|         |          |           |
| Diot 18 | Punti    | 18 Kus    |
| Batum 8 | Assist   | 8 Popović |
| Koffi 8 | Rimbalzi | 8 Nicević |

- 3º - 4º posto

| Arbitri: | Daniel Hierrezuelo Milivoje Jovčić Marek Ćmikiewicz |

|                   |          |             |
| Schortsianitīs 23 | Punti    | 16 Lakovič  |
| Calathes 4        | Assist   | 4 Slokar    |
| Mpourousīs 7      | Rimbalzi | 9 E. Lorbek |

- 1º - 2º posto

| Arbitri: | Romualdas Brazauskas Lazaros Voreadīs Shmuel Bachar |

|             |          |                          |
| P. Gasol 18 | Punti    | 15 Tripković, Veličković |
| Garbajosa 4 | Assist   | 3 Krstić                 |
| P. Gasol 11 | Rimbalzi | 5 Veličković             |

## Classifica finale
| Campione d'Europa | Campione d'Europa | Campione d'Europa |
| --- | ----------------- | --- |
| Spagna4 P. Gasol, 5 Fernández, 6 Rubio, 7 Navarro, 8 Claver, 9 Reyes, 10 Cabezas, 11 López, 12 Llull, 13 M. Gasol, 14 Mumbrú, 15 Garbajosa, All. Sergio Scariolo |                   | |
| Argento | Serbia            | Serbia4 Popović, 5 Tepić, 6 Teodosić, 7 Paunić, 8 Bjelica, 9 Marković, 10 Tripković, 11 Raduljica, 12 Krstić, 13 Perović, 14 Veličković, 15 Mačvan, All. Dušan Ivković                               |
| Bronzo | Grecia            | Grecia4 Kalampokīs, 5 Mpourousīs, 6 Zīsīs, 7 Spanoulīs, 8 Calathes, 9 Fōtsīs, 10 Printezīs, 11 Glyniadakīs, 12 Kaimakoglou, 13 Koufos, 14 Perperoglou, 15 Schortsianitīs, All. Jonas Kazlauskas      |
| 4. | Slovenia          | Slovenia4 Slokar, 5 Lakovič, 6 Udrih, 7 Brezec, 8 Smodiš, 9 Klobučar, 10 Nachbar, 11 Dragić, 12 Jagodnik, 13 D. Lorbek, 14 Golemac, 15 E. Lorbek, All. Jure Zdovc                                    |
| 5. | Francia           | Francia4 Diot, 5 Batum, 6 Jeanneau, 7 Koffi, 8 Mahinmi, 9 Parker, 10 Bokolo, 11 Piétrus, 12 de Colo, 13 Diaw, 14 Turiaf, 15 Traoré, All. Vincent Collet                                              |
| 6. | Croazia           | Croazia4 Ukić, 5 Kus, 6 Popović, 7 Vujčić, 8 Prkačin, 9 Rozić, 10 Planinić, 11 Stojić, 12 Lončar, 13 Banić, 14 Nicević, 15 Kasun, All. Jasmin Repeša                                                 |
| 7. | Russia            | Russia4 Voroncevič, 5 Kurbanov, 6 Bykov, 7 Fridzon, 8 McCarty, 9 Sokolov, 10 Dmitriev, 11 Vjal'cev, 12 Monja, 13 Ponkrašov, 14 Zozulin, 15 Mozgov, All. David Blatt                                  |
| 8. | Turchia           | Turchia4 Yarangüme, 5 Güler, 6 Atsür, 7 Onan, 8 İlyasova, 9 Erden, 10 Tunçeri, 11 Savaş, 12 Aşık, 13 Arslan, 14 Hersek, 15 Türkoğlu, All. Bogdan Tanjević                                            |
| Eliminate nella seconda fase a gironi |                   | |
| 9. | Macedonia         | Macedonia4 V. Stefanov, 5 Mirakovski, 6 Sokolov, 7 R. Stefanov, 8 V. Stojanovski, 9 Blaževski, 10 Tasovski, 11 Gečevski, 12 Antić, 13 D. Stojanovski, 14 Massey, 15 Samardžiski, All. Jovica Arsić   |
| 9. | Polonia           | Polonia4 Skibniewski, 5 Roszyk, 6 Chyliński, 7 Szubarga, 8 Witka, 9 Szewczyk, 10 Wójcik, 11 Ignerski, 12 Logan, 13 Gortat, 14 Lampe, 15 Koszarek, All. Muli Katzurin                                 |
| 11. | Germania          | Germania4 Staiger, 5 Schaffartzik, 6 Schultze, 7 Ohlbrecht, 8 Wysocki, 9 Hamann, 10 Greene, 11 Pleiß, 12 Harris, 13 Femerling, 14 Benzing, 15 Jagla, All. Dirk Bauermann                             |
| 11. | Lituania          | Lituania4 Mažutis, 5 Kalnietis, 6 Mačiulis, 7 D. Lavrinovič, 8 Lukauskis, 9 Delininkaitis, 10 Jomantas, 11 Kleiza, 12 K. Lavrinovič, 13 Jasaitis, 14 Petravičius, 15 Javtokas, All. Ramūnas Butautas |
| Eliminate nella prima fase a gironi |                   | |
| 13. | Lettonia          | Lettonia4 Helmanis, 5 Vītols, 6 Šķēle, 7 Blūms, 8 Kalve, 9 Valters, 10 Jahovičs, 11 Kambala, 12 Freimanis, 13 Štālbergs, 14 Janičenoks, 15 Biedriņš, All. Kęstutis Kemzūra                           |
| 13. | Israele           | Israele4 Roth, 5 Naimy, 6 Mekel, 7 Limonad, 8 Pnini, 9 Halperin, 10 Burstein, 11 Eliyahu, 12 Mizrahi, 13 Kozikaro, 14 Green, 15 Tamir, All. Zvi Sherf                                                |
| 13. | Bulgaria          | Bulgaria4 D. Ivanov, 5 K. Ivanov, 6 Kostov, 7 Rowland, 8 Videnov, 9 Slavejkov, 10 Georgiev, 11 Angelov, 12 Evtimov, 13 Mladenov, 14 Avramov, 15 Stojkov, All. Pini Gershon                           |
| 13. | Gran Bretagna     | Gran Bretagna4 Hart, 5 Achara, 6 Lenzly, 7 Mensah-Bonsu, 8 Sullivan, 9 George, 10 Archibald, 11 Freeland, 12 Reinking, 13 Clark, 14 Boyd, 15 Betts, All. Chris Finch                                 |

## Premi individuali

### MVP del torneo
- Pau Gasol

### Miglior quintetto del torneo
- Playmaker:  Miloš Teodosić
- Guardia tiratrice:  Vasilīs Spanoulīs
- Ala piccola:  Rudy Fernández
- Ala grande:  Erazem Lorbek
- Centro:  Pau Gasol

## Statistiche
Aggiornate al 20 settembre: solo i giocatori che hanno giocato le ultime cinque partite sono inserite nelle classifiche.
Punti
| Pos. | Nome              | Gio | Pts | PPG  |
| ---- | ----------------- | --- | --- | ---- |
| 1    | Pau Gasol         | 9   | 168 | 18,7 |
| 2    | Tony Parker       | 8   | 142 | 17,8 |
| 3    | Erazem Lorbek     | 9   | 148 | 16,4 |
| 4    | Ersan İlyasova    | 7   | 113 | 16,1 |
| 5    | David Logan       | 6   | 93  | 15,5 |
| 6    | Marcin Gortat     | 6   | 86  | 14,3 |
| 7    | Vasilīs Spanoulīs | 9   | 127 | 14,1 |
| 7    | Miloš Teodosić    | 9   | 127 | 14,1 |
| 9    | Jaka Lakovič      | 9   | 126 | 14,0 |
| 10   | Roko Ukić         | 8   | 109 | 13,6 |
| 10   | Rudy Fernández    | 8   | 109 | 13,6 |

Rimbalzi
| Pos. | Nome               | Gio | Rim | RPG  |
| ---- | ------------------ | --- | --- | ---- |
| 1    | Marcin Gortat      | 6   | 65  | 10,8 |
| 2    | Pau Gasol          | 9   | 75  | 8,3  |
| 3    | Erazem Lorbek      | 9   | 67  | 7,4  |
| 4    | Ersan İlyasova     | 7   | 51  | 7,3  |
| 5    | Iōannīs Mpourousīs | 8   | 58  | 7,3  |
| 6    | Pero Antić         | 6   | 40  | 6,7  |
| 7    | Ömer Aşık          | 9   | 57  | 6,3  |
| 8    | Jan Jagla          | 6   | 38  | 6,3  |
| 9    | Antōnīs Fōtsīs     | 9   | 55  | 6,1  |
| 10   | Maciej Lampe       | 6   | 36  | 6,0  |

Assist
| Pos. | Nome               | Gio | Ass. | APG |
| ---- | ------------------ | --- | ---- | --- |
| 1    | Miloš Teodosić     | 9   | 47   | 5,2 |
| 2    | Anton Ponkrašov    | 9   | 44   | 4,9 |
| 3    | David Logan        | 6   | 27   | 4,5 |
| 4    | Tony Parker        | 8   | 35   | 4,4 |
| 5    | Łukasz Koszarek    | 6   | 26   | 4,3 |
| 6    | Vasilīs Spanoulīs  | 9   | 38   | 4,2 |
| 7    | Ricky Rubio        | 9   | 35   | 3,9 |
| 8    | Steffen Hamann     | 6   | 23   | 3,8 |
| 8    | Heiko Schaffartzik | 6   | 23   | 3,8 |
| 10   | Jaka Lakovič       | 9   | 34   | 3,8 |

Palle rubate
| Pos. | Nome               | Gio | Rub | SPG |
| ---- | ------------------ | --- | --- | --- |
| 1    | Rudy Fernández     | 8   | 17  | 2,1 |
| 2    | Tony Parker        | 8   | 14  | 1,8 |
| 3    | Kšyštof Lavrinovič | 6   | 10  | 1,7 |
| 4    | Kelly McCarty      | 8   | 13  | 1,6 |
| 4    | Nick Calathes      | 8   | 13  | 1,6 |
| 6    | Sergej Monja       | 9   | 14  | 1,6 |
| 7    | Roko Ukić          | 8   | 12  | 1,5 |
| 8    | Vrbica Stefanov    | 6   | 9   | 1,5 |
| 9    | Erazem Lorbek      | 9   | 13  | 1,4 |
| 9    | Vasilīs Spanoulīs  | 9   | 13  | 1,4 |
| 9    | Novica Veličković  | 9   | 13  | 1,4 |
| 9    | Ricky Rubio        | 9   | 13  | 1,4 |

Stoppate
| Pos. | Nome              | Gio | Stop | BPG |
| ---- | ----------------- | --- | ---- | --- |
| 1    | Pau Gasol         | 9   | 20   | 2,2 |
| 2    | Marcin Gortat     | 6   | 12   | 2,0 |
| 3    | Timofej Mozgov    | 9   | 12   | 1,3 |
| 3    | Marc Gasol        | 9   | 12   | 1,3 |
| 5    | Ersan İlyasova    | 7   | 9    | 1,3 |
| 6    | Maciej Lampe      | 6   | 7    | 1,2 |
| 7    | Ronny Turiaf      | 9   | 10   | 1,1 |
| 8    | Nicolas Batum     | 9   | 9    | 1,0 |
| 8    | Sergej Monja      | 9   | 9    | 1,0 |
| 8    | Patrick Femerling | 6   | 6    | 1,0 |

Minuti
| Pos. | Name              | Gio | Min. | MPG  |
| ---- | ----------------- | --- | ---- | ---- |
| 1    | Jaka Lakovič      | 9   | 335  | 37,2 |
| 2    | Marcin Gortat     | 6   | 207  | 34,5 |
| 2    | David Logan       | 6   | 207  | 34,5 |
| 4    | Kelly McCarty     | 8   | 268  | 33,5 |
| 5    | Vasilīs Spanoulīs | 9   | 282  | 33,1 |
| 6    | Erazem Lorbek     | 9   | 279  | 31,0 |
| 7    | Tony Parker       | 8   | 247  | 30,9 |
| 8    | Vrbica Stefanov   | 6   | 183  | 30,5 |
| 9    | Ersan İlyasova    | 7   | 209  | 29,9 |
| 10   | Boris Diaw        | 8   | 236  | 29,5 |